# Sonorella tortillita
Sonorella tortillita är en snäckart som beskrevs av Henry Augustus Pilsbry och James Henry Ferriss 1919. Sonorella tortillita ingår i släktet Sonorella och familjen Helminthoglyptidae. Inga underarter finns listade i Catalogue of Life.